# Trades
Trades ist eine Commune déléguée in der französischen Gemeinde Deux-Grosnes mit 118 Einwohnern (Stand 1. Januar 2022) im Département Rhône in der Region Auvergne-Rhône-Alpes.
Die Gemeinde Trades wurde am 1. Januar 2019 mit Avenas, Monsols, Ouroux, Saint-Christophe, Saint-Jacques-des-Arrêts und Saint-Mamert zur Commune nouvelle Deux-Grosnes zusammengeschlossen. Sie hat seither den Status einer Commune déléguée. Die Gemeinde Trades gehörte zum Kanton Thizy-les-Bourgs im Arrondissement Villefranche-sur-Saône. Sie grenzte im Nordwesten an Saint-Pierre-le-Vieux, im Norden an Saint-Léger-sous-la-Bussière, im Nordosten an Tramayes, im Osten an Germolles-sur-Grosne, im Südosten an Saint-Jacques-des-Arrêts, im Süden an Saint-Mamert und im Südwesten an Saint-Christophe.

## Bevölkerungsentwicklung
| Jahr      | 1962 | 1968 | 1975 | 1982 | 1990 | 1999 | 2008 | 2014 |
| --------- | ---- | ---- | ---- | ---- | ---- | ---- | ---- | ---- |
| Einwohner | 133  | 140  | 115  | 102  | 102  | 101  | 110  | 114  |